# El Capitan (Montana)
El Capitan és el segon cim més alt de les muntanyes Bitterroot, part de la serralada Bitterroot més gran que recorre la frontera entre Montana i Idaho. El punt més alt de les muntanyes Bitterroot és a prop de Trapper Peak. Té una alçada de 3.043 m (9.984 ft) El pic es troba al Selway-Bitterroot Wilderness al Bosc Nacional Bitterroot.